# Хвостовой риск
Хвостовой риск или остаточный риск (англ. tail risk) — риск того, что цена актива или портфеля активов изменится больше, чем на три стандартных отклонения от текущей цены. При этом большинство управляющих активами контролируют только риск убытков, то есть риск снижения цены более чем на три стандартных отклонения ниже текущей цены.
Общепринятая методика использования нормального приближения для оценки частотного распределения изменений в цене может занижать истинное значение остаточного риска из-за эффекта «тяжёлого хвоста» в финансовых данных.
Менее строгое определение остаточного риска — это риск (или вероятность) наступления редких событий.